# رودولف الرابع دوق النمسا
رودولف الرابع (1 نوفمبر 1339 - 27 يوليو 1365)؛ أحيانا يُطلق عليه بـ رودولف المؤسس، وهو فرد من عائلة هابسبورغ العريقة، وذلك بكونه دوق النمسا وستيريا ودوق كارينثيا ، خلفاً لوالده ألبرخت الثاني، وكان دوقاً منذ 1358 حتى وفاته في 1365، وكذلك أصبح كونت تيرول منذ 1363 وأيضا كان أول دوق كارنيولا منذ 1364، خلفه في الحكم شقيقيه ألبرخت الثالث وليوبولد الثالث، وبما أن هابسبورغ لم يحصلوا على شيء من خلال مرسوم الذهبي لعام 1356 الصادر من الإمبراطور، قام رودولف بتزوير وثيقة الإمتياز الكبرى الصادرة مسبوقاً وذلك لرفع رتبة حكام النمسا إلى نفس مستوى أمراء الناخبون.

## سيرته
ولد رودولف في فيينا وهو الابن البكر الباقي على قيد الحياة للدوق ألبرخت الحكيم، ويعتبر واحد من حكام النمسا من الجيل الثالث، وأيضا ويعتبر من أكثر الحكام نشاطاً وفاعليةً خلال العصور الوسطى.
تزوج من كاثرينا من لوكسمبورغ ابنة الإمبراطور كارل الرابع في عام 1357، وعلى غرار ما قام به حماه في أن ينشئ من مملكة بوهيميا وعاصمتها براغ مركزاً للثقافة الإمبراطورية سعى رودولف أن يرفع من شأن مدينته ومسقط رأسه فيينا ويجعلها منافسة لبراغ إن لم تكن أفضل منها.
ولأكثر من قرن من الزمان تذمر نبلاء هابسبورغ من إخفاقات الباباوات في جعل مدينتهم فيينا مركزاً للأبرشية المسيحية وهي المنزلة التي اعتبروها تليق بعاصمة دوقيتهم، عوضاً عن ذلك فإن أبرشية المدينة كانت التابعة لأسقف باساو والذي تربطه بالبابا علاقة وطيدة، وبذلك قام على ما يبدو فرصة فيينا لتبوء هذا المنصب من خلال لجأوا إلى ما قد يعتبر نوع من أنواع التدليس وذلك بإنشاء فصل ابتدائي للمطرانية المسيحية في كاتدرائية القديس إسطفان بوسط فيينا حيث وجب على الكاردينالات ارتداء الملابس الحمراء المميزة، وأيضا قام باستبدال لقب رئيس المجلس للفصل الكنسي برئيس المستشارين النمساويين وهي أعلى رتبة في الإمبراطورية الرومانية المقدسة خلال العصور الوسطى.
من الإنجازات التي قام بها رودولف هو توسعته لكاتدرائية القديس إسطفان لاستيعاب عدد أكبر من المتعبدين وبناء صحن الكنيسة على الطراز القوطي، وعند مدخل الكاتدرائية تم وضع نصب تذكاري عليه صورته مع زوجته حيث لا يزال هذا النصب موجود إلى الآن.
يعود الفضل إلى رودولف في تأسيس جامعة فيينا عام 1365 والتي كانت على غرار جامعة براغ التي أسسها حماه الإمبراطور كارل الرابع، حيث تعتبر جامعة فيينا أقدم جامعة الناطقة بالألمانية والتي لا تزال تدار إلى يومنا هذا، ومع ذلك لم يتم تأسيس كلية اللاهوت والتي تعتبر حاسمة للجامعة في ذاك الوقت، حتى 1385 أي بعد عشرون عاماً على وفاته.
مع ذلك يعتبر أكثر ما اشتهر به هو تزويره لـ وثيقة الامتياز الكبرى التي صدرت في 1156 من قبل الإمبراطور فريدرخ الأول بربروسا بحيث رفعت النمسا من مرغريفية إلى دوقية (وذلك لفصلها عن دوقية بافاريا)، كانت فكرة رودولف هو جعل نفسه وخلفائه من بعده على قدم المساواة مع أمراء الناخبون السبعة، وذلك بعد فشل هابسبورغ في الحصول على مقاعد في المجلس الانتخابي بعد صدور مرسوم الذهبي في 1356 بحيث نظم عملية الانتخابية أكثر من ذي قبل، قام رودولف باختراع لقب أرشيدوق (Erzherzog)، والذي يعني في الأصل "دوق الأكبر"، لاحقاً أُعتبر لقب تشريفي لجميع أفراد العائلة منذ القرن الخامس عشر.
في عام 1363 أبرم رودولف عقد مع الأرملة مارغريت من تيرول وذلك بعد وفاة ابنها مينهارد الثالث وبحيث قام بضم كونتية تيرول تحت مظلة الحكم النمساوي، وأيضا في 1364 قام برفع تخم كارنيولا الحدودية إلى دوقية، وأيضا أسس في العام التالي مدينة نوفو ميتسو في مارش فينديك (اليوم في سلوفينيا)، والتي سميت على شرفه رودولفسفيرت، وأيضا في نفس الوقت قام بإبرام عقد آخر مع حماه الإمبراطور كارل الرابع يقضي بتبادل المواريث بين سلالتي آل هابسبورغ وآل لوكسمبورغ.
برغم مما أشيع عنه من إصابته بجنون العظمة فإن بصمته لا تزال واضحة من خلال ما قام به من تحديث وتجديد لمدينته التي طالما أحبها وسعى لتجديدها لكن موته المفاجئ عرقل هذا التقدم السريع، لكن ما حصل بعد وفاته هو انتقال السلطة إلى أخويه الأصغر ألبرخت الثالث وليوبولد الثالث الذي دب الخلاف بينهما على اقتسام السلطة، والتي انتهت بموجب إتفاقية نيوبرغ في 1379 بتقسيم الأراضي العائلة إلى فرعين، لاحقاً سليل ليوبولد فريدرخ الخامس من النمسا انتخب ملك الرومان في 1440، أصبح حاكم الأوحد على جميع أراضي العائلة في 1457، سيقوم بحصد ثمار جهود رودولف ويضع أُسس مملكة هابسبورغ.

## وفاته

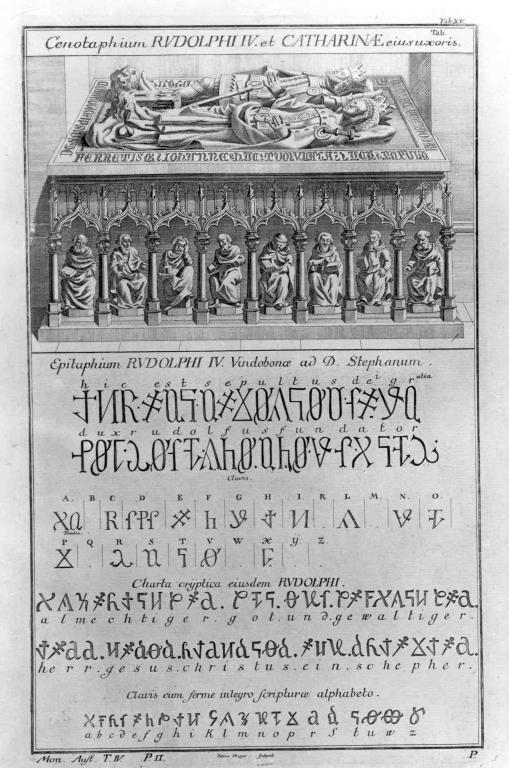
صورة رودولف الرابع مع زوجته على النصب التذكاري في مدخل كاتدرائية سانت ستيفانس في فيينا

توفي رودولف الرابع فجأة في مدينة ميلان الإيطالية عام 1365 وكان يبلغ حينها 26 سنة فقط.
تم وضع بقايا جثته وجثة زوجته في سرداب الدوقي في كاتدرائية القديس إسطفان وهو المكان المخصص لدفن بقايا لدوقات سلالة آل هابسبورغ، يحتوي على 87 صندوق ل 72 عضو من سلالة آل هابسبورغ.